# コンラート2世 (シュヴァーベン大公)
コンラート2世（コンラート2せい、ドイツ語：Konrad II., 1172年2月/3月 - 1196年8月15日）は、ローテンブルク公（在位：1188年 - 1191年）、シュヴァーベン大公（在位：1191年 - 1196年）。神聖ローマ皇帝フリードリヒ1世とブルゴーニュ女伯ベアトリス1世の五男。

## 生涯
父フリードリヒ1世の三男コンラートが1170年ごろにシュタウフェン家に受け継がれていたフリードリヒの名に改名した後、コンラートの名がその後に生まれる息子に与えることができるようになった。
コンラートはフリードリヒ4世が1167年に死去した後、ドイツ王家に戻ったフランケン領を与えられた。これは遅くともコンラートが「ローテンブルク公（dux de Rotenburch）」と記される1188年までのことである。さらにヴァイセンブルクおよびエーガーの地も与えられた。
1188年4月23日、皇帝フリードリヒ1世およびカスティーリャ王アルフォンソ8世はゼーリゲンシュタット条約を結び、皇帝の息子であるコンラートとアルフォンソ8世の唯一の子でアルフォンソ8世の推定相続人であるベレンゲラが婚約した。コンラートはカスティーリャに向かい、カリオン・デ・ロス・コンデスにおいて婚約が祝われ、1188年7月に騎士に叙され義父となるアルフォンソ3世の臣下となった。ベレンゲラのカスティーリャ王位継承者としての立場は、ゼーリゲンシュタット条約および結婚契約の文書によりある程度基づいており、その文書には父および今後生まれてくる弟たちに子供がいなかった場合にベレンゲラがカスティーリャ王位を継承することが明記されていた。コンラートはベレンゲラの夫として共治が許されただけで、カスティーリャが神聖ローマ帝国の一部となるわけではないということであった。さらに、コンラートはアルフォンソ8世が死去した場合にも王位を請求することは許されず、しかしベレンゲラが不在の場合にはベレンゲラが戻るまでカスティーリャを守る義務が課せられた。この条約はまた、将来の君主と貴族の間の従来からの権利と義務についても文書化されていた。
ベレンゲラが若年のため、結婚式は行われなかった。さらに、コンラートとベレンゲラは会うことはなかった。結婚契約によると、1190年の降誕祭の日にベレンゲラはドイツを訪れることになっていたが、実現しなかった。ローマ教皇ケレスティヌス3世はシュタウフェン家がその影響力をイベリア半島の王国にまで拡大させることを望まず、1191年秋にベレンゲラが（シュタウフェン家が自身の領地の隣人となることに興味を示さなかった祖母アリエノール・ダキテーヌのように間違いなく第三者に影響され）、婚約の解消を求め、教皇はこれに同意した。結局、花嫁となるはずのベレンゲラがこの婚約の継続に反対したため、トレド大司教ゴンサロおよび教皇特使サンタンジェロ助祭枢機卿グレゴリオによりこの婚約は1192年始めに破棄された。
1191年4月15日にローマで行われる兄ハインリヒ6世の戴冠式のため、コンラートはハインリヒ6世が率いる軍に加わった。戴冠式の後、この軍はシチリア王国の征服に向かった。しかし1191年8月に発生したマラリアの蔓延のために、この遠征軍はナポリで止まることとなった。イタリアで発行された文書よると、コンラートはこの遠征に参加していたという。
1191年1月、コンラートの兄フリードリヒ6世が第3回十字軍のさなかにアッコで死去した。オットー・フォン・ザンクト・ブラジエンの年代記の1191年の箇所によると、ハインリヒ6世はイタリアから戻った後に、コンラートにシュヴァーベン大公位を与えたという。オットーはまた、コンラートのことを「不義、密通、汚職、およびあらゆる悪に徹底的にさらされた男。それにもかかわらず、戦場において精力的で勇敢であり、友人に対し寛大であった。」と記している。
1192年5月24日の皇帝の特許状によると、コンラートがヴォルムスの宮廷でバイエルン公ルートヴィヒ1世とともに剣を受け取ったとされるときに初めてシュヴァーベン公の称号が用いられ、以後ローテンブルク公の称号は用いられなくなった。
1194年から1195年にかけてのハインリヒ6世によるイタリア遠征の間、コンラートはこれに参加せずシュヴァーベンおよびフランケンにおいて国王代理をつとめたようである。このことは、この時期にコンラートが発行したザレム修道院とシュタインガーデン修道院の文書により明らかになっている。

## 死
コンラートは24歳で死去した。これは中世の標準からみても非常に若い歳であった。マールバッハ年代記にはコンラートの没年月日は1196年8月15日であると記されている。コンラートは早世したことにより、1年後の1197年9月にメッシーナで死去した兄ハインリヒ6世を継承することはなかった。かわって、弟フィリップがコンラートの跡を継いでシュヴァーベン公となり、1198年にはシュタウフェン家の次代のローマ王となった。
ブルヒャルト・フォン・ウルスベルクの年代記によると、コンラートはドゥルラハにおいてツェーリンゲン公ベルトルト5世に対する遠征中に死去し、ロルヒ修道院に埋葬されたという。この年代記ではコンラートが強姦した女性に殺害されたのかその夫に殺害されたのか不明である。しかしコンラート・フォン・シェイエルンの年代記には、コンラートが強姦しようとした少女に左乳首を噛まれたと記されている。そして傷が大きくなったがコンラートは治療をせず、3日後に死去したという。他の資料では、コンラートがオッペンハイムで死去しシュパイアーに埋葬されたとされるが、これは不正確であると考えられている。
コンラートが埋葬されたロルヒ修道院はシュタウフェン家の墓所であり、コンラートの曽祖父シュヴァーベン大公フリードリヒ1世が寄進した場所である。1475年、修道院長ニコラウス・シェンク・フォン・アーベルクはロルヒ修道院に埋葬されていた全てのホーエンシュタウフェン家成員の遺骸を後期ゴシックの石棺に移した。石棺は現在、ロルヒ修道院の中央身廊に安置されている。